# 蚊母树属
蚊母树属（学名：Distylium）是金缕梅科下的一个属，为常绿灌木或小乔木植物。该属共有18种，分布于东亚和印度、马来西亚。